# Francesco Rosi
Francesco Rosi (ur. 15 listopada 1922 w Neapolu; zm. 10 stycznia 2015 w Rzymie) – włoski reżyser i scenarzysta filmowy, tworzący kino o zacięciu polityczno-społecznym.

## Kariera
W 1972 zdobył Złotą Palmę na 25. MFF w Cannes za dramat biograficzny Sprawa Mattei. Jego filmy jeszcze dwukrotnie później startowały w konkursie głównym (w 1987 i 1997).
W 1962 zdobył Srebrnego Niedźwiedzia dla najlepszego reżysera na 12. MFF w Berlinie za film Salvatore Giuliano. W 1958 otrzymał Nagrodę Specjalną Jury na 19. MFF w Wenecji za film Wyzwanie, a w 1963 na 24. MFF w Wenecji zdobył Złotego Lwa za obraz Ręce nad miastem.
Zasiadał w jury konkursu głównego na 54. MFF w Wenecji (1997).

## Filmografia
- 1952: Czerwone koszule
- 1958: Wyzwanie
- 1959: Kanciarze
- 1962: Salvatore Giuliano
- 1963: Ręce nad miastem
- 1965: Moment prawdy
- 1967: Był sobie raz
- 1970: Ludzie przeciwko sobie
- 1972: Sprawa Mattei
- 1973: Lucky Luciano
- 1976: Szacowni nieboszczycy
- 1979: Chrystus zatrzymał się w Eboli
- 1981: Trzej bracia
- 1984: Carmen
- 1987: Kronika zapowiedzianej śmierci
- 1989: 12 reżyserów o 12 miastach (segment Neapol)
- 1990: Senator
- 1992: Dziennik neapolitański
- 1997: Rozejm

Rosi był także autorem scenariuszy do większości reżyserowanych przez siebie filmów.